# Freccia Blu
Il Freccia Blu è stato un traghetto Ro-Ro, prima nave della compagnia di navigazione italiana Grimaldi Lines dal 2000 al 2002.

## Servizio
Secondo traghetto della Classe Freccia Rossa dopo il Freccia Rossa, viene varato il 22 gennaio 1970 nel Cantiere Navale Breda di Marghera con il nome di Freccia Blu per l'allora GrandFerry, entra in servizio nello stesso anno con la livrea della succursale SicilFerry sulla rotta merci Genova-Palermo.
Dal gennaio al febbraio del 1977 subisce gli stessi lavori di allungamento effettuati sul gemello Freccia Rossa nel cantiere navale croato Trej Maj di Fiume, passando da una lunghezza iniziale di 133,23 m ad una di 163,96 m e la capacità passeggeri da 147 a 1100.
Nel 1992 viene spostato sulla Livorno-Palermo.
Nel 1994 continua ad operare sui collegamenti per Palermo con partenza da Livorno e Genova.
Nel luglio del 1996 viene inserito nei collegamenti tra Genova, Tunisi e La Valletta.
Dal 16 febbraio del 1998 viene noleggiato per un viaggio in Norvegia, partendo e tornando a La Spezia, venendo sostituito dal Freccia Rossa.
Sempre nel 1998, con la fondazione della Grimaldi Lines e l'acquisizione di GrandFerry da parte di quest'ultima, passa alla nuova compagnia e monta la livrea di essa.
Nell'aprile del 1999 entra in servizio sulla Genova-Barcellona.
Nel 2001 prende servizio sui collegamenti tra Genova, Marsiglia, Tripoli e Tunisi e durante l'estate viene impiegato come traghetto sulla Genova-Porto Torres.
Il 4 settembre 2002 arriva a Palermo proveniente da Genova per l'ultima volta e successivamente viene posto in disarmo nel porto di Livorno ed in seguito a Genova. Il 13 ottobre 2002 viene venduto per la demolizione in India. Il 30 ottobre dello stesso anno, con nome troncato in Cia Blu e bandiera boliviana salpa da Genova per Mumbai, dove viene spiaggiato l'11 novembre.

## Navi gemelle
- Moby Gum (ex Freccia Rossa)